# Franz Ningel
Franz Ningel (ur. 18 października 1936 we Frankfurcie nad Menem) – niemiecki łyżwiarz figurowy reprezentujący RFN, startujący w parach sportowych z Mariką Kilius, a następnie z żoną Margret Göbl. Dwukrotny uczestnik igrzysk olimpijskich (1956, 1960), wicemistrz (1957) i dwukrotny brązowy medalista mistrzostw świata (1956, 1962), wicemistrz (1961) i wielokrotny brązowy medalista mistrzostw Europy, 6-krotny mistrz RFN (1955–1957, 1960–1962).

## Osiągnięcia

### Z Margret Göbl
| Zawody               | 1959           | 1960           | 1961           | 1962           |                |                |                |                |                |                |                |                |                |                |                |                |                |
| Międzynarodowe       | Międzynarodowe | Międzynarodowe | Międzynarodowe | Międzynarodowe | Międzynarodowe | Międzynarodowe | Międzynarodowe | Międzynarodowe | Międzynarodowe | Międzynarodowe | Międzynarodowe | Międzynarodowe | Międzynarodowe | Międzynarodowe | Międzynarodowe | Międzynarodowe | Międzynarodowe |
| -------------------- | -------------- | -------------- | -------------- | -------------- | -------------- | -------------- | -------------- | -------------- | -------------- | -------------- | -------------- | -------------- | -------------- | -------------- | -------------- | -------------- | -------------- |
| Igrzyska olimpijskie |                | 5              |                |                |                |                |                |                |                |                |                |                |                |                |                |                |                |
| Mistrzostwa świata   | 5              | 4              |                | 3              |                |                |                |                |                |                |                |                |                |                |                |                |                |
| Mistrzostwa Europy   | 4              | 3              | 2              | 3              |                |                |                |                |                |                |                |                |                |                |                |                |                |
| Krajowe              |                |                |                |                |                |                |                |                |                |                |                |                |                |                |                |                |                |
| Mistrzostwa RFN      | 2              | 1              | 1              | 1              |                |                |                |                |                |                |                |                |                |                |                |                |                |

### Z Mariką Kilius
| Zawody               | 1954           | 1955           | 1956           | 1957           |                |                |                |                |                |                |                |                |                |                |                |                |                |
| Międzynarodowe       | Międzynarodowe | Międzynarodowe | Międzynarodowe | Międzynarodowe | Międzynarodowe | Międzynarodowe | Międzynarodowe | Międzynarodowe | Międzynarodowe | Międzynarodowe | Międzynarodowe | Międzynarodowe | Międzynarodowe | Międzynarodowe | Międzynarodowe | Międzynarodowe | Międzynarodowe |
| -------------------- | -------------- | -------------- | -------------- | -------------- | -------------- | -------------- | -------------- | -------------- | -------------- | -------------- | -------------- | -------------- | -------------- | -------------- | -------------- | -------------- | -------------- |
| Igrzyska olimpijskie |                |                | 4              |                |                |                |                |                |                |                |                |                |                |                |                |                |                |
| Mistrzostwa świata   |                | 7              | 3              | 2              |                |                |                |                |                |                |                |                |                |                |                |                |                |
| Mistrzostwa Europy   |                | 3              | 3              | 3              |                |                |                |                |                |                |                |                |                |                |                |                |                |
| Krajowe              |                |                |                |                |                |                |                |                |                |                |                |                |                |                |                |                |                |
| Mistrzostwa RFN      | 2              | 1              | 1              | 1              |                |                |                |                |                |                |                |                |                |                |                |                |                |